# Nephthea globulosa
Nephthea globulosa is een zachte koraalsoort uit de familie Nephtheidae. De koraalsoort komt uit het geslacht Nephthea. Nephthea globulosa werd in 1899 voor het eerst wetenschappelijk beschreven door May. 